# Kinjer Vastelaovend Leedjesfestival
Het Kinjer Vastelaovend Leedjesfestival (afgekort KVL, Nederlands: Kinder Carnavals Festival) is een jaarlijkse wedstrijd in Nederlands Limburg, waarbij het beste carnavalsliedje van kinderen (basisschoolleeftijd), van dat jaar wordt gekozen. Het KVL wordt georganiseerd door Stichting KVL en een aantal plaatselijke carnavalsverenigingen. De wedstrijd bestaat sinds 2000 en werd ontwikkeld door kinderprogramma KinjerKraom van L1TV.

## Winnaars
| Jaar | Finaleplaats                | Winnaar                                               | Winnende lied                    | Plaats winnaar                       | Schrijver                                       |
| ---- | --------------------------- | ----------------------------------------------------- | -------------------------------- | ------------------------------------ | ----------------------------------------------- |
| 2000 | Valkenburg                  | Stefanie Mand                                         | Miene Furbie                     | Hulsberg                             |                                                 |
| 2001 |                             | Maud van Loo                                          | Carnaval op krukke               | Schin op Geul                        | R. Hermsen                                      |
| 2002 |                             | Daisy Gaspersz en Vivian Muller                       | Tusse taofellake en servet       | Blerick                              | Peter Janen                                     |
| 2003 |                             | Judith Deckers en Melissa van Rens                    | Os kaan vanmiddag niks gebeure   | Melderslo                            | Wim Hendrix                                     |
| 2004 |                             | De Foemeleerkes                                       | Kingercarnaval                   | Ubachsberg                           |                                                 |
| 2005 | Venray                      | Bas van den Beuken en Dirk Jeurissen                  | Lache                            | Horst                                |                                                 |
| 2006 | Posterholt                  | Carnavalsgekke van der Sjach (Basisschool de Schacht) | Kikakoeka karnaval               | Heerlen                              |                                                 |
| 2007 |                             | Lotte Theuwis                                         | Ich bring leave in de boet!!!    | Echt                                 |                                                 |
| 2008 |                             | Basisschool Vilt                                      | Heidihee Heidihoo                | Vilt                                 | Erwin Timmersz (een pseudoniem van Guus Smeets) |
| 2009 | Heerlen                     | Lotte Theuwis                                         | Tjonge jonge jonge               | Echt                                 | Erwin Lennarts en Huub Heijnens                 |
| 2010 | Valkenburg                  | Basisschool de Plenkert                               | Veer viere vastelaovend tropical | Valkenburg                           | Erwin Timmersz (een pseudoniem van Guus Smeets) |
| 2011 | Helden                      | Manouk Pluis                                          | Joonk geliërd is oud gedoon      | Bunde                                | Erwin Lennarts en Huub Heijnens                 |
| 2012 | Helden                      | Basisschool de Sjtadssjool                            | Trèk mer mit òs mit              | Sittard                              | John Smeets en Gian Prince                      |
| 2013 | Geleen                      | Basisschool Sint Petrus                               | 't Kókkerallebal                 | Sittard                              | René Haustermans                                |
| 2014 | Reuver                      | Basisschool de Triangel                               | Van òs                           | Ulestraten                           | Gaston Jacobs                                   |
| 2015 | Oirsbeek                    | Basisschool de Driesprong                             | Wat 't beste biej mich pas!      | Geleen                               | Ben Erkens en Jo Deusings                       |
| 2016 | Heel                        | De Plunskes                                           | Vötje van 't pötje               | Reuver                               | R. Hillekens en Hub Boesten                     |
| 2017 | Eygelshoven                 | Blage Windjbuujels                                    | Trumpke                          | Reuver                               |                                                 |
| 2018 | Reuver                      | Basisschool de Sjtadssjool                            | Eine top vasteloavend            | Sittard                              | T. Wessels                                      |
| 2019 | Heel                        | De Gekke Jetjes                                       | Rieje Diek                       | Grubbenvorst                         | Marcel Engelen                                  |
| 2020 | Heel                        | Pieke Linssen                                         | Ballonne                         | Reuver                               | L.J. en P. Pubben                               |
| 2021 | (afgelast vanwege covid-19) |                                                       |                                  |                                      |                                                 |
| 2022 | (afgelast vanwege covid-19) |                                                       |                                  |                                      |                                                 |
| 2023 | Heel                        | Diej van Bieëgdje                                     | Laot huuere desse biej os huuers | Beegden                              |                                                 |
| 2024 | Heel                        | Sam, Saar en Lola                                     | Vastelaovend is mien dènk        | Limbricht, Einighausen en Guttecoven | Thei Wessels                                    |
| 2025 | Heel                        | Noor Kessels                                          | De Verkleî-jkist                 | Ospel                                | Bas Poels en Marcel Reijnders                   |